# Minimale endogene Mortalität
Die Minimale Endogene Mortalität (MEM) ist ein Begriff aus der Risikoanalyse für technische, sicherheitsrelevante Systeme, wie etwa Kraftwerke oder Bahnanlagen (siehe Probabilistische Sicherheitsanalyse). MEM ist ein Maß für das akzeptierte (unvermeidliche) Risiko, durch die betreffende Technologie zu Tode zu kommen.
Sie wird in der CENELEC-Norm EN 50126 beschrieben und konkretisiert als „0,0002 Todesfälle pro Person und Jahr“. Dies ist statistisch die Mortalität (Sterberisiko) eines europäischen Jugendlichen.
MEM wird hauptsächlich als absoluter Risikoschwellwert bei der Zulassung kompletter Systeme eingesetzt. Neue Systeme dürfen kein höheres Risiko haben als die bestehenden (in den Normen als GAMAB-Prinzip bezeichnet, von frz. Globalement Au Moins Aussi Bon). Da jeder Mensch „vielen“ (normiert: 20) technischen Systemen gleichzeitig ausgesetzt ist, wird pro System ein Schwellwert von 1/20 MEM = 0,00001 Tote/Jahr festgesetzt. Dieser Wert darf von geplanten Neuerungen nicht überschritten werden. Im Gegenteil müssen neue Technologien in aller Regel sicherer sein als alte, da der technische Fortschritt das ermöglicht (ALARP-Prinzip, von englisch as low as reasonably practicable).
MEM hat Einschränkungen:
- Es ist nicht sicher, dass ein System, welches das MEM-Kriterium erfüllt, auch dem ESO-Standard entspricht.
- Da MEM ein fixes Risikokriterium festlegt, ist es absolut und passt sich nicht der Gesellschaft an. Die Auffassung, ob etwas zu riskant ist, hängt von zahlreichen Faktoren ab, ob zum Beispiel eine Alternative existiert oder ob es erst kürzlich größere Unfälle gegeben hat, welche die Gesellschaft sensibilisieren.